# Adelmota de Carrare
 (mars 2024).
Adelmota de Carrare, également connue sous le nom d'Adelmota Maltraverse ou Maltraversa, est une médecin et obstétricienne italienne exercant à Padoue au XIVe siècle.

## Biographie
Fille du Comte de Castelnuovo, elle épouse Jacques, prince de Carrare,.
On sait peu de choses sur Adelmota de Carrare, excepté les notes du rédacteur Joannes Rhodius (1587-1659), un érudit danois qui a vécu à Padoue au XVIIe siècle. Il déclare dans son livre Scribonius Largus qu'elle était « une médecin très savante » et particulièrement douée en tant qu'obstétricienne,,.
Selon Baudouin, elle exerce la médecine entre 1318 et 1324.